# میودراگ کوستودیچ
میودراگ کوستودیچ (کرواتی: Miodrag Kustudić؛ زادهٔ ۱ آوریل ۱۹۵۱) بازیکن فوتبال اهل یوگسلاوی بود.
از باشگاه‌هایی که در آن بازی کرده‌است می‌توان به باشگاه ورزشی رئال مایورکا، باشگاه فوتبال وویوودینا، باشگاه فوتبال هرکولس، و باشگاه فوتبال رییکا اشاره کرد.
وی همچنین در تیم ملی فوتبال یوگسلاوی بازی کرده‌است.